# فرانتیشک دودا
فرانتیشک دودا (چکی: František Douda; ۲۳ اکتبر ۱۹۰۸ – ۱۵ ژانویهٔ ۱۹۹۰) پرتاب‌گر وزنه اهل چکسلواکی بود.